# Картасасмита, Гинанджар
Гинанджар Картасасмита (индон. Ginandjar Kartasasmita; род. 9 апреля 1941, Бандунг) — индонезийский политический деятель. Член Президентского консультативного совета (2010-2014). Председатель Совета представителей регионов Индонезии (2004—2009), министр-координатор по вопросам экономики Индонезии (1998—1999), председатель Национального агентства по планированию развития Индонезии (1993—1998), министр энергетики и природных ресурсов Индонезии (1988—1993).

## Биография
Гинанджар Картасасмита родился 9 апреля 1941 года в Бандунге. Окончил Джакартский колледж Канисия – религиозное учебное заведение, принадлежащее иезуитам. Проучился один год в Бандунгском технологическом институте, после чего получил стипендию на изучение химической инженерии в Токийском аграрно-технологическом университете, где учился с 1960 по 1965 годы.
После возвращения на родину Картасасмита занимал ряд административных должностей в ВВС Индонезии; в 1968 году поступил на государственную службу. Также в это время он стал приглашённым профессором Университета Васэда.
Начиная с 1970-х годов неоднократно занимал должности министерского уровня, работал в кабинете президента Сухарто. Получил известность как активный сторонник индонезийского национализма; формирование своих националистических взглядов связывал с влиянием родителей — активистов Национальной партии Индонезии. Сыграл роль в свержении Сухарто, отказавшись, наряду с другими получившими такое предложение политиками, войти в состав предложенного им кабинета реформ; провал попытки создания нового кабинета стал одной из основных причин отставки Сухарто, произошедшей в мае 1998 года. Позже работал в кабинете преемника Сухарто — Бухаруддина Юсуфа Хабиби. 
Картасасмита неоднократно критиковался за сотрудничество с сухартовским режимом, однако не соглашался с критикой, заявляя, что работал в кабинете Сухарто в первую очередь как профессионал, а не как сторонник его политики.
В 2004 году Картасасмита был избран первым председателем созданного в том же году Совета представителей регионов — одной из палат Народного консультативного конгресса, высшего законодательного органа страны, служащей для представления интересов провинций. В 2009 году его сменил на этом посту Ирман Гусман, бывший до того заместителем Картасасмиты.
С 2010 года Картасасмита является членом Президентского консультативного совета при президенте Сусило Бамбанге Юдойоно.

## Семья
Отец — Хусен Картасасмита (индон. Husen Kartasasmita), мать — Рачин Натавиджая (индон. Ratjih Natawidjaja). Дети: Гита (индон. Gita), Агус Гумиванг (индон. Agus Gumiwang), Галих (индон. Galih)и Гая (индон. Gaya).

## Награды
- Орден Кувейта IV класса (Кувейт; 1978);
- Орден «Звезда Республики Индонезии» 3-й степени (1998)[1];
- Орден «Звезда Махапутра» 2-й степени (Индонезия: 1987);
- Почётный доктор Университета Такусёку[англ.] (Токио, Япония; 1994);
- Почётный доктор Северо-Восточного университета (Бостон, США; 1994);
- Почётный доктор Университета Гаджа Мада (Джокьякарта, Индонезия; 1995);
- Почётный доктор Токийского аграрно-технологического университета[англ.] (Токио, Япония; 2005);
- Орден Восходящего Солнца 1 класса (2008)